# Léon Agel
Léon Agel, nom de plume de Léon André Angelliaume, né le 19 décembre 1910 dans le 14e arrondissement de Paris et mort le 24 janvier 1999 à Hyères, est un éditeur et parolier français travaillant porte Saint-Martin à Paris.
Parolier prolifique, il est notamment l'auteur des paroles de Mon amant de Saint-Jean pour Lucienne Delyle.
Il poursuivra sa carrière de parolier jusqu'en 1975 où il écrit pour Rika Zaraï, Sans chemise, sans pantalon (refrain de Gérard La Viny), sur une musique de Jack Le Bourgeois.